# ناظم السماوي
ناظم السماوي اسمه ناظم نافع عليوي، شاعر وصحفي عراقي من مواليد عام 1941م ولد في محافظة المثنى في مدينة السماوة محلة الغربي.

## سيرته الذاتية
تربى السماوي في بيئة شعرية حيث كان والده نافع عليوي ال مشل الخفاجي شاعرا بقي لأكثر من أربعين عاما يسافر من مدينة إلى أخرى ليقرأ شعره في المناسبات الدينية وكان يصطحب ابنه ناظم معه الأمر الذي أسهم بشكل كبير في بلورة موهبته الشعرية منذ نعومة اظفاره. يمتلك الكثير من القصائد الوجدانية والإنسانية واصدر ديوانه الأول في الكويت عام 1959 . أعيد السماوي إلى العراق عام 1963 حيث سلمته السلطات الكويتية آنذاك إلى الحكومة العراقية التي كانت تطارده بتهمة الانتماء إلى الحزب شيوعي وقد احتجز في أحد معتقلات البصره بقي فيها مدة ثلاث أشهر حتى حكم عليه بالسجن لمدة خمسة واربعين عاماً ونقل بعدها إلى سجن نقرة السلمان ذلك السجن الرهيب قضى السماوي في ذلك السجن ثماني سنوات وقد كان معه مظفر النواب وزهير الدجيلي وقد ذكر السماوي انه والده لم يكن يعلم انه مسجون في نقرة السلمان وقد اخبره بإنه يعمل في مدينة النجف وقد اصدر ثلاث دوواين وهي جنوبيات ولكم مني سلام وبس يا مطر كما وكتب عدة أغاني في فترة السبعينيات غناها له الفنانون فؤاد سالم وياس خضر وحسين نعمة ناظم الغزالي وداخل حسن ومائدة نزهت ولميعة توفيق وفاضل عواد والذي غنى له الكثير من الأغاني الشهيرة ومن هذه الاغاني الشهيرة أغنية يا حريمة التي غناها الفنان العراقي حسين نعمة وهذه هي الاغنيه:-
ياحريمه أنباكت الجلمات..من فوكَـ الشفايف
ياحريمه ياحريمه ياحريمه
أسنينك العشرين.مامرها العشكَـ والعشكَـ خايف
ياحريمه ياحريمه
لا ولك..لالاعلى بختك ماني سالوفه صرت بين الطوايف
ياحريمه ياحريمه
يازلف يتغاوى ويه الليل بطراف الكَصيبه
هاك روحي الما غفت والطيف مامره حبيبه
هاك جرحي الما تعطب وأنت عطابه ولهيبه
هاك عمري الظآكَـ حنضل وأنت برحي
ياحريمه ياحريمه
ياعضد يلي شتالك عايش أبفي النخل
ياثلج وفراك طبعك ياطبع كلك زعل
وآنه ووعودك صفيت بلايه وعدك
وآنه دمعات الحزن شاتلها ظليت على خدك
وآنه سجت درب سواني زماني
 ياحريمه ياحريمه. .

## أعماله ومؤلفاته
حسين نعمة غنى له أغنية ياحريمة من الحان محمد جواد اموري [2- أغنية نخل السماوة. ياس خضر أغنية دوريتك واغنية لاتسافر واغنية الدنيا ماتسوى زعل. فؤاد سالم أغنية مو بيدينه نودع عيون الحبايب، واغنية حجيك مطر صيف، واغنية صوت الغريب. سعد الحلي غنى من روائع ناظم السماوي أغنية عشك اخضر واغنية مسافات السفر واغنية ودعت السماوة بليل. سامي كمال غنى له حيرتني واغنية صارت سوالف. أديبة غنت له سعد ياسعد. امل خضير في أغنية بس تعال ياحبيبي. رضا الخياط غنى له بحار اريد وياك. عبد الجبار الدراجي أغنية ياسمين. سعدون جابر أغنية تلولحي.
كتب أول ديوان بعنوان جنوبيات في العام 1959، يحتوي على 17 قصيدة في شتى الاغراض الشعرية المتفرقة، ونشرت في مجلة لبنانية (الوعد البيروتية) [